# Acronicta michael
Acronicta michael là một loài bướm đêm trong họ Noctuidae.